# Liste der Biografien/Ferc
Liste der Biografien |
Portal Biografien |
Personensuche
# |
A |
B |
C |
D |
E |
F |
G |
H |
I |
J |
K |
L |
M |
N |
O |
P |
Q |
R |
S |
T |
U |
V |
W |
X |
Y |
Z |
?
 
Fa |
Fe |
Ff |
Fh |
Fi |
Fj |
Fk |
Fl |
Fm |
Fn |
Fo |
Fr |
Ft |
Fu |
Fy
 
Fea |
Feb |
Fec |
Fed |
Fee |
Fef |
Feg |
Feh |
Fei |
Fej |
Fek |
Fel |
Fem |
Fen |
Feo |
Fer |
Fes |
Fet |
Feu |
Fev |
Few |
Fey |
Fez
 
Fera |
Ferb |
Ferc |
Ferd |
Fere |
Ferf |
Ferg |
Ferh |
Feri |
Ferj |
Ferk |
Ferl |
Ferm |
Fern |
Fero |
Ferr |
Fers |
Fert |
Feru |
Ferv |
Ferw |
Fery |
Ferz
Die Liste der Biografien führt alle Personen auf, die in der deutschsprachigen Wikipedia einen Artikel haben. Dieses ist eine Teilliste mit 20 Einträgen von Personen, deren Namen mit den Buchstaben „Ferc“ beginnt.

## Ferc

### Ferch
- Ferch, Franz (1900–1981), deutscher Maler und Grafiker
- Ferch, Heino (* 1963), deutscher SchauspielerHeino Ferch (* 1963)

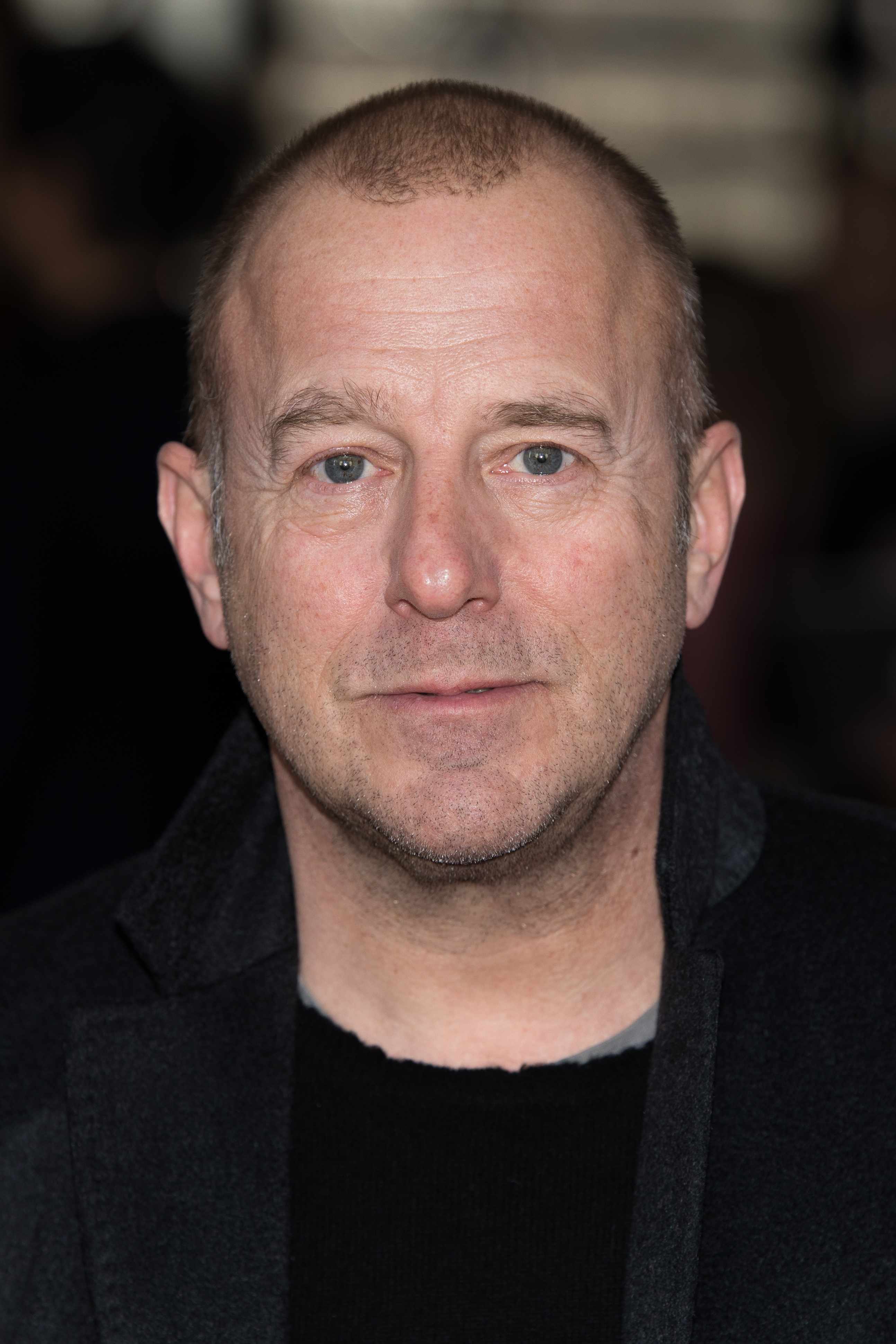
Heino Ferch (* 1963)

- Ferch, Iven (* 1997), deutscher Volleyballspieler
- Ferch, Josef (1840–1902), rumäniendeutscher Lehrer, Komponist, Chorleiter, Musikpädagoge und Kirchenmusiker
- Ferch, Marie-Jeanette (* 1976), deutsche Reiterin
- Ferch, Wilhelm (1881–1922), rumäniendeutscher Komponist und Chorleiter
- Ferchar I., König des irisch-schottischen Reiches Dalriada
- Ferchar II. († 697), König von Dalriada
- Ferchar, 1. Earl of Ross, schottischer Magnat
- Ferchard, 2. Earl of Strathearn († 1171), schottischer Adeliger
- Ferche, Joseph (1888–1965), deutscher Geistlicher und römisch-katholischer Weihbischof in Breslau und Köln
- Ferchichi, Samir (* 1985), deutsch-tunesischer Fußballtrainer
- Ferchiou, Ridha (* 1945), tunesischer Politiker und Hochschullehrer
- Ferchl, Fritz (1892–1953), deutscher Apotheker
- Ferchl, Irene (* 1954), deutsche Autorin
- Ferchl, Wolfgang (* 1955), deutscher Verleger
- Ferchland, Britta (* 1967), deutsche Krankenschwester und Politikerin (PDS), MdL
- Ferchland, Gertrud (1894–1943), deutsche Architektin und Hochschullehrerin in der Lehrerbildung
- Ferchländer, Beate (* 1961), österreichische Kriminalautorin

### Ferco
- Fercoq, Quentin (* 1999), französischer Shorttracker